# Idriz Hošić
Idriz Hošić (szerb cirill betűkkel: Идриз Хошић; Prijedor, 1944. február 17. –) Európa-bajnoki ezüstérmes bosnyák labdarúgó.

## Pályafutása

### A válogatottban
1968-ban 2 alkalommal szerepelt a jugoszláv válogatottban. Részt vett az 1968-as Európa-bajnokságon.

## Sikerei, díjai
Olympique Lyon
- Francia kupa (1): 1972–73
- Francia szuperkupa (1): 1973

Jugoszlávia
- Európa-bajnoki döntős (1): 1968